# Hugh Blandford
Hugh Francis Blandford (* 24. Januar 1917 in Southampton; † 20. September 1981 in Hertfordshire) war ein britischer Schachkomponist.

## Schachkomposition
Blandford erlernte in seiner Schulzeit das Schachspiel und begann 1930 gleichzeitig zu komponieren, was er bis an sein Lebensende nicht mehr aufgab. Vorwiegend komponierte er Studien und bevorzugte elegante und luftige Positionen. Etwa 200 Studien von ihm sind veröffentlicht. Bekannt wurde er auch durch seine Mitwirkung am GBR-Code.
|   | a | b | c | d | e | f | g | h |   |
| 8 |   |   |   |   |   |   |   |   | 8 |
| 7 |   |   |   |   |   |   |   |   | 7 |
| 6 |   |   |   |   |   |   |   |   | 6 |
| 5 |   |   |   |   |   |   |   |   | 5 |
| 4 |   |   |   |   |   |   |   |   | 4 |
| 3 |   |   |   |   |   |   |   |   | 3 |
| 2 |   |   |   |   |   |   |   |   | 2 |
| 1 |   |   |   |   |   |   |   |   | 1 |
|   | a | b | c | d | e | f | g | h |   |

Lösung:

1. Lc3–d4+ Ka7–a8!

2. c2–c4 Sf1–d2

3. c4–c5 Sd2–b3

4. c5–c6 Sb3–a5

5. c6–c7 Sa5–c6!

6. c7–c8T+! diese Unterverwandlung gewinnt,

nicht aber 6. c7–c8D+? Sc6–b8+ und nach einem Königszug ist Schwarz patt oder gar 6. Kd7xc6? patt
Im August 1951 übernahm er von Richard Guy die kleine Kolumne für Endspiele im British Chess Magazine, die er bis Februar 1972 weiterführte. Von Juli 1972 bis Ende 1977 erstellte er den Index für die Zeitschrift EG. 1961 wurde Blandford zum Internationalen Schiedsrichter für Schachkomposition ernannt. Wahrscheinlich war er jedoch niemals Preisrichter.

## Leben
Mit seinen Eltern und den beiden jüngeren Brüdern verbrachte Blandford einige Jahre seiner Kindheit auf Jamaika. Dort arbeitete sein Vater als Pfarrer.
Blandford heiratete 1946 Marjorie Cox. Das Paar hatte drei Kinder, David, Susan und Sally, die alle drei an der University of Oxford studierten. Er fertigte Expertisen in der Metallurgie an. Kurz nach seiner Pensionierung verstarb er an einem Herzinfarkt.